# Amy Plum
 (février 2013).
Si vous disposez d'ouvrages ou d'articles de référence ou si vous connaissez des sites web de qualité traitant du thème abordé ici, merci de compléter l'article en donnant les références utiles à sa vérifiabilité et en les liant à la section « Notes et références ».
Amy Plum est une auteure américaine de culture française.

## Biographie
Après une enfance à Birmingham, dans l'Alabama,  Amy Plum étudie à Chicago. Elle décide de s'expatrier en France.
Après cinq ans, elle s'aventure à Londres, où elle décroche un diplôme en Histoire de l'art médiéval et se spécialise dans les peintures chinoises antiques (circa XIIIe et XIVe siècles).
Elle travaille ensuite dans le domaine des antiquités, à New York. 
Elle vit aujourd'hui à Paris, où elle se consacre à plein temps à l'écriture, ses deux enfants, et son Labrador noir, Oberon.

## Œuvres
- Plus encore que la vie (Die for me) - Milan, 2012

- Que la mort nous sépare (Until I die) - Milan, 2013

- Qu'importe l'éternité (If I Should Die) - Milan, 2013

- Plus Encore Que La Mort (Die For Her) - CreateSpace, 2016

- On Ne Meurt Que Deux Fois (Die Once More) - CreateSpace, 2016

http://www.amyplumbooks.com/